# Meconopsis georgei
Meconopsis georgei är en vallmoväxtart som beskrevs av George Taylor. Meconopsis georgei ingår i släktet bergvallmor, och familjen vallmoväxter. Inga underarter finns listade i Catalogue of Life.